# Kiss of Life (film)
Pour les articles homonymes, voir Kiss of Life.
Pour plus de détails, voir Fiche technique et Distribution.
Kiss of Life est un film franco-britannique réalisé par Emily Young, sorti en 2003.
Le film a été projeté dans la section Un Certain Regard lors du Festival de Cannes 2003 

## Fiche technique
- Titre : Kiss of life
- Réalisation : Emily Young
- Scénario : Emily Young
- Photographie : Wojciech Szepel
- Montage : David Charap
- Musique : Murray Gold
- Son : Ronald Bailey
- Direction artistique :
- Décors : Jane Morton
- Costumes : Julian Day
- Producteur :
- Société de production : Wild Horses Films, BBC Films, Haut et Court
- Distribution internationale : Celluloid Dreams
- Distribution France : Haut et Court
- Pays d'origine :  Royaume-Uni |  France
- Langue : anglais
- Format : couleur - 35 mm 1.37 : 1 - Son : Dolby Digital
- Genre : drame
- Durée : 86 minutes (1 h 26)
- Dates de sortie : 
  -  France : 21 mai 2003 (Festival de Cannes) / 3 octobre 2003 (Festival du film britannique de Dinard)
  -  Danemark : 13 août 2003 (Festival international du film de Copenhague)
  -  Grèce : 19 septembre 2003 (Festival international du film d'Athènes)
  -  Royaume-Uni : 2 janvier 2004
  -  France : 7 janvier 2004 (sortie nationale)

## Distribution
- Ingeborga Dapkunaite : Helen
- Peter Mullan : John
- David Warner : Pap
- Millie Findlay : Kate
- James E. Martin : Telly
- Ivan Bijuk : le vieil homme
- Sonnell Dadral : Rajiv
- Natalie Dew : Nicky
- Gemma Jones : Sonia
- Elizabeth Powell : Little Kate
- Marinko Prga : le conducteur de Mercedes
- Barbara Rocco :  la femme au bar
- Dragica Sreckovic : la vieille femme
- Davor Svedruzic : le soldat en colère
- Heather Tobias : l'enseignante
- Rosie Wiggins : Nadine
- Ivan Zadro : l'ouvrier du dépôt
- Ranko Zidaric : le patron du dépôt

## Distinctions
- 2004 : BAFTA Award du meilleur nouveau scénariste, réalisateur ou producteur britannique pour Emily Young